# Angel Town
Pour plus de détails, voir Fiche technique et Distribution.
Angel Town est un film américain réalisé par Eric Karson, sorti en 1990.
Le film a pour principaux interprètes Mark Dacascos, Olivier Gruner, Peter Kwong et Theresa Saldana.

## Fiche technique
- Titre : Angel Town
- Réalisation : Eric Karson
- Scénario : Stefani Warren
- Musique : Terry Plumeri
- Photographie : John LeBlanc
- Montage : Duane Hartzell
- Production : Eric Karson et Ash R. Shah
- Société de production : Ellendale Place
- Société de distribution : Taurus Entertainment Company (États-Unis)
- Pays de production :  États-Unis
- Genre : Action et drame
- Durée : 106 minutes
- Dates de sortie : 
  - États-Unis : 23 février 1990

## Distribution
- Olivier Gruner : Jacques
- Peter Kwong : Henri
- Theresa Saldana : Maria
- Frank Aragon : Martin
- James Carrera : Chuwey Zamora
- Gregory Cruz : Stoner